# Xã Mifflin, Quận Richland, Ohio
Xã Mifflin (tiếng Anh: Mifflin Township) là một xã thuộc quận Richland, tiểu bang Ohio, Hoa Kỳ. Năm 2010, dân số của xã này là 6.219 người.